# رقائق الترتية

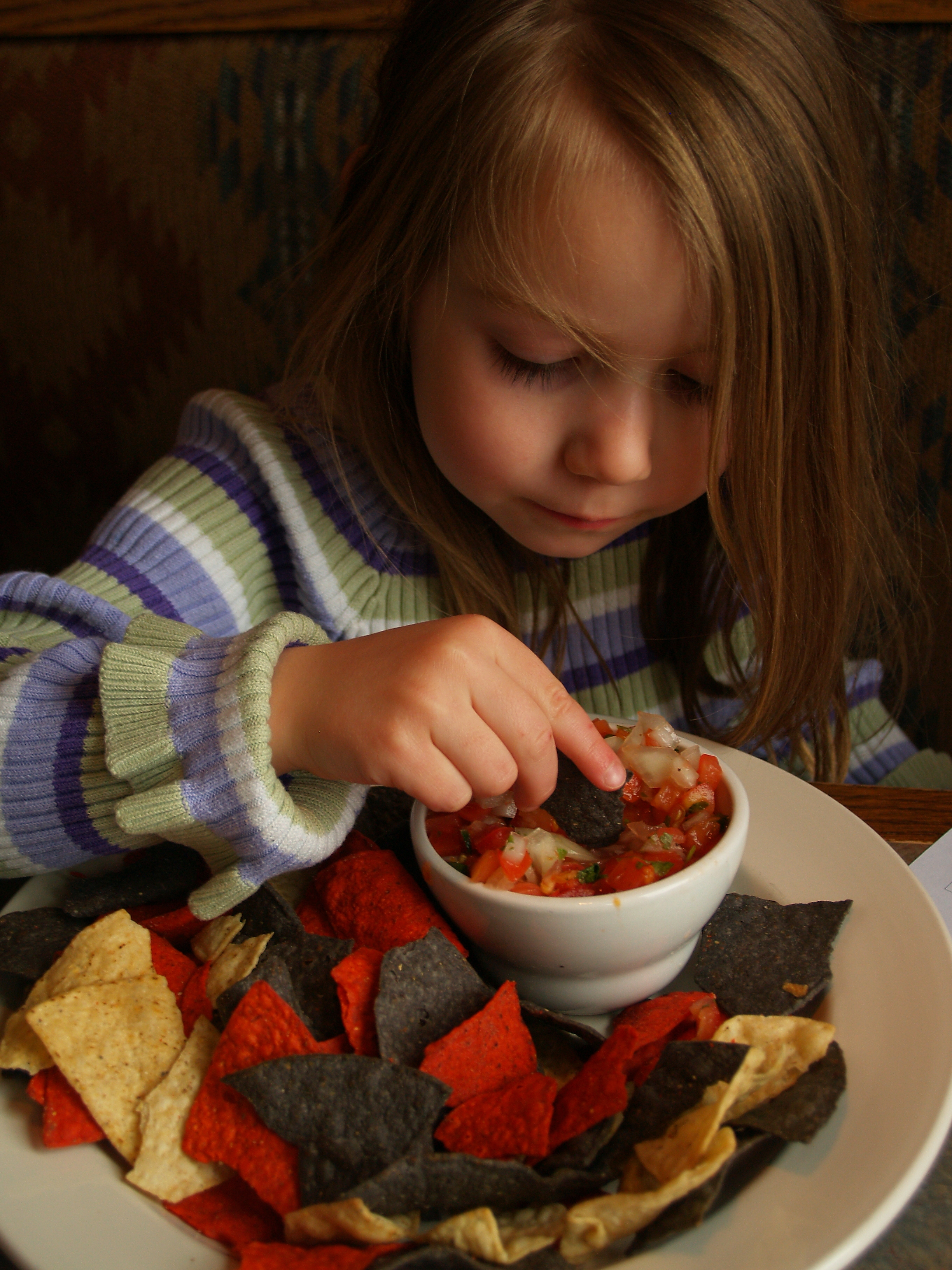
فتاة صغيرة تأكل رقائق التُرتِيَّة مع صلصة بيكو دي جايو

رقائق التُرتِيَّة أو (نقحرة: التورتيلا) هي وجبة خفيفة مصنوعة من تُرتية الذرة، المقطعة على شكل مثلثات والتي يتم قليها أو خبزها في الفرن (أو مصنوعة من ذرة ماسا، يتم ضغطها بواسطة آلة خاصة ثم قليها أو خبزها). تُحضر التُرتِيَّة من الذرة والزيت النباتي والملح والماء. في أواخر 1940، شهدت صناعة رقائق التُرتِيَّة رواجًا تجاريًا في الولايات المتحدة في لوس انجليس،  لكن يعود أصل التُرتِيَّة إلى المطبخ المكسيكي، حيث كانت تُحضر رقائق مماثلة معروفة، مثل توتوبوس وتوستاداس.
على الرغم من أنها تُحضر من الذرة الصفراء، إلا أنه يمكن تحضيرها من ذرة بيضاء أو زرقاء أو حمراء. تكون رقائق التُرتِيَّة المقدمة مع صلصة مملحة قليلاً، بينما تُتبل التُرتِيَّة التي تُقدم كطبق جانبي بمجموعة متنوعة من النكهات.

## التاريخ
ذاعت رقائق التُرتِيَّة مثلثة الشكل في الأربعينيات من القرن الماضي جنوب غرب لوس أنجلوس، عندما لاحظت ربيكا ويب كارانزا الرقائق المشوهة التي تخرج من آلة تصنيع التُرتِيَّة، التي استخدمتها هي وزوجها في مصنعهما المكسيكي للأطعمة المعلبة والتُرتِيَّة، وقررت الاستفادة منها. اكتشفت كارانزا أن التُرتِيَّة المهملة المقطعة إلى مثلثات والمقلية، أصبحت وجبة خفيفة شهيرة، وباعتها مقابل عشرة سنتات للكيس في مصنع إل زارابي للتُرتِيَّة. في عام 1994، حصلت كارانزا على جائزة التُرتِيَّة الذهبية لمساهمتها في صناعة الطعام المكسيكي.

## مطبخ تكس مكس والمطبخ المكسيكي
رقائق التُرتِيَّة هي مقبلات أساسية وغالبًا ما تُقدم بالمجان في مطاعم تكس-مكس والمطاعم المكسيكية في الولايات المتحدة وأماكن أخرى. تعززت شعبيتها خارج كاليفورنيا في أواخر السبعينيات عندما بدأ التنافس على رقائق الذرة، التي تُقدم مع صلصة الغمس المفضلة خلال الأرباع الثلاثة الأولى من القرن العشرين. يتم تقديمها عادةً مع صلصة غمس، مثل الصلصا أو تشيلي كون كيزو أو جواكامولي، وغالبًا ما تُقدم لوحدها متبلةً بالأعشاب والبهارات. على الرغم من انتشارها في جميع أنحاء العالم، إلا أن الولايات المتحدة هي واحدة من الأسواق الرئيسية لرقائق التُرتِيَّة. تشمل ماركات رقائق التُرتِيَّة Phileas Fogg و Tostitos وDoritos و Don Tacos (في اليابان).
يتكون الناتشوز من رقائق التُرتِيَّة بشكل رئيسي. قدمه للمرة الأولى في 1940 انياسيو «ناتشو» أنايا،  الناتشوز عبارة عن رقائق تُرتِيَّة تُقدم مع الجبن المذاب أو المبشور، لكن غالبًا ما تتم إضافة أو استبدال طبقة أخرى، مثل اللحوم، الصلصا (مثل بيكو دي جايو)، الفاصوليا، جواكامولي، القشدة الحامضة، البصل المقطع، الزيتون، مخلل الهالبينو. تُسخن رقائق التُرتِيَّة لفترة قصيرة حتى تصبح دافئة ويضاف الجبن المبشور فوقها حتى يذوب.

## رقائق الذرة
وجبة خفيفة أخرى من الذرة المقلية هي رقائق الذرة، لكنها ليست مصنوعة من التُرتِيَّة، بل من وجبة الذرة التي تم تحضيرها بطريقة معينة، وتقديمها بكميات أقل. فريتوس هي الأخرى مثال على ذلك. الفرق الرئيسي بين ذرة التُرتِيَّة ورقائق الذرة هو أن الذرة في شريحة التُرتِيَّة خضعت لعملية تعرف باسم nixtamalization، التي تتضمن معالجة الذرة الخام بواسطة الجير الحي.

## روابط خارجية
- أولسون، كارين. " لماذا رقائق التُرتِيَّة جيدة جدًا؟ " - تكساس الشهرية - سبتمبر 2009
- رابطة صناعة التُرتِيَّة " http://www.tortilla-info.com "